# Mo' Money, Mo' 40z
Mo' Money, Mo' 40z è l'album d'esordio dei Mest, pubblicato nel 1998.

## Tracce
1. Compulsive Prep – 3:47
2. Same Old, Same Old – 3:43
3. Random Arrival – 3:05
4. Dody Road – 3:34
5. Movin' On – 3:17
6. Rebel With A Reason – 3:07
7. I'm Stuck – 4:02
8. Muckaferguson – 2:30
9. Indian Pete – 3:25
10. Slow Motion – 3:13
11. 3'z My Lucky Number – 3:27
12. To All My Homies – 2:27
13. That Song – 3:47
14. Y – 3:05
15. R Ska Song – 2:10
16. Beer – 3:41
17. On My Mind – 4:00
18. Is This The End? (At The Age Of 17) – 3:44

## Formazione
- Tony Lovato - voce, chitarra
- Jeremiah Rangel - chitarra, voce
- Matt Lovato - basso
- Nick Gigler - batteria